# Izrael na Mistrzostwach Świata w Lekkoatletyce 2009
Izrael na Mistrzostwach Świata w Lekkoatletyce 2009 reprezentowany był przez 4 zawodników - 2 kobiet i 2 mężczyzn. Żaden z tych sportowców nie zdobył medalu na tych MŚ.

## Lekkoatleci

### Maraton mężczyzn
- Wodage Zvadya - 64. miejsce w finale - 2.34.58 godz.

### Bieg na 100 m przez płotki kobiet
- Irina Lenskiy - 7. miejsce w półfinale - 13.29 sek.

### Skok w dal mężczyzn
- Yochai Halevi - 42. miejsce w kwalifikacjach - 7.42 m

### Skok o tyczce mężczyzn
- Yevgeniy Olkhovskiy - 26. miejsce w kwalifikacjach - 5.40 m